# SMS Großer Kurfürst (1913)
SMS Großer Kurfürst byla druhá ze čtyř bitevních lodí typu dreadnought třídy König německého císařského námořnictva.

## Stavba

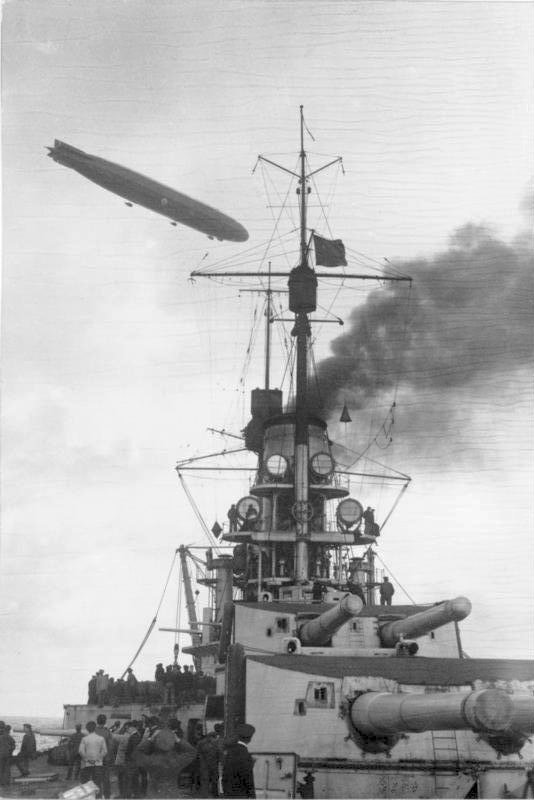
Bitevní loď Großer Kurfürst a německá vzducholoď v říjnu 1917 u ostrova Saaremaa během operace Albion

Její stavba začala v loděnici AG Vulcan v Hamburku roku 1911. Na vodu byla spuštěna 5. května 1913 a do služby byla uvedena 30. července 1913. Pojmenována byla po Fridrichu Vilémovi Braniborském, který měl přezdívku Velký kurfiřt (což je doslovně právě Großer Kurfürst).

## Služba
Za první světové války se ve dnech 31. května a 1. června zúčastnila mj. bitvy u Jutska, z které vyšla bez vážnějšího poškození. V září a říjnu 1917 během operace Albion ostřelovala ruské pozice. Grosser Kurfürst se během své služby stala účastníkem řady nehod; srazila se s lodí König a Kronprinz, několikrát najela na mělčinu, jednou byla torpédována a jednou najela na minu.
Na konci války byla internována ve Scapa Flow, kde byla spolu s mnoha bitevními loďmi 21. června 1919 potopena vlastní posádkou. Na rozdíl od svých sesterských lodí byla v roce 1938 vyzvednuta a následně v Rosythu rozebrána do šrotu.